# František Štambachr
František Štambachr (Čebín, 1953. február 13. –) olimpiai- és Európa-bajnok csehszlovák válogatott labdarúgó.

## Pályafutása

### A válogatottban
1977 és 1983 között 31 alkalommal szerepelt a csehszlovák válogatottban és 5 gólt szerzett. Részt vett az 1980-as Európa-bajnokságon és az 1982-es világbajnokságon. Tagja volt az 1976-ban Európa-bajnokságot, 1980-ban pedig olimpiát nyerő válogatott keretének is.

## Sikerei, díjai

### Játékosként
Dukla Praha
- Csehszlovák bajnok (3): 1976–77, 1978–79, 1981–82
- Csehszlovák kupa (1): 1980–81, 1982–83

Csehszlovákia
- Európa-bajnok (1): 1976
- Olimpiai bajnok (1): 1980